# Felix Wolff (Architekt)
Felix Wolff, vollständig Daniel Felix Wolff, (* 31. August 1852 in Berlin; † 28. Juni 1925 in Potsdam) war ein deutscher Architekt und Denkmalpfleger.

## Leben
Felix Wolff studierte Architektur an der Berliner Bauakademie und dem Karlsruher Polytechnikum (u. a. bei Josef Durm). 1878 trat er in den Baudienst der Königlichen Museen zu Berlin ein. 1883 schied er aus dem Staatsdienst aus und arbeitete anschließend als freier Architekt in Berlin. 1884 nahm er mit einem Entwurf am Wettbewerb für die Bebauung der Museumsinsel in Berlin teil.
Im Oktober 1898 wurde er zum Konservator der geschichtlichen Denkmäler im Elsaß berufen und in dieser Eigenschaft Begründer und Leiter des Kaiserlichen Denkmal-Archivs in Straßburg. 1909 trat er nach Streitigkeiten um seine Tätigkeit als Denkmalpfleger in den Ruhestand und ihm wurde der Titel Geheimer Archivrat verliehen. Sein Nachfolger wurde Johann Knauth. Danach lebte er in Potsdam, später in Berlin.
Verheiratet war er seit 1881 mit Marie Levy (* 26. September 1862 in Magdeburg), mit der er Kinder hatte, die ab 1933 als „Juden“ verfolgt wurden.

## Bauten
- 1887 Berlin, Holzmarktstraße 67, Speicheranlage und Frachterei der Speditionsfirma Jacob & Valentin[3]
- 1888 Berlin, Lüneburger Straße 22/Spenerstraße, Frachterei der Speditionsfirma Brasch & Rothenstein[4]
- 1892–1893 Berlin-Schöneberg, Hauptstraße 8, Wohn- und Geschäftshaus im Hof[5]
- 1894 Potsdam, Umbau der Villa Reiterweg 3[6]
- 1915 Plan für ein «Deutsches Forum» am Königsplatz im Spreebogen mit einem gewaltigen Kuppelbau (nicht ausgeführt)[7]

## Veröffentlichungen (Auswahl)
- Die Abteikirche von Maursmünster im Unter-Elsaß. Eine Monographie. Wasmuth, Berlin 1898.
- Handbuch der staatlichen Denkmalpflege in Elsass-Lothringen (= Veröffentlichungen des Kaiserlichen Denkmal-Archivs zu Strassburg i. E. Nr. 1). Trübner, Straßburg 1903.
- Die Klosterkirche St. Maria zu Niedermünster im Unter-Elsass. Eine Monographie. Beust, Straßburg 1904.
- Verzeichnis der Zeichnungen und Abbildungen der geschichtlichen Denkmäler in Elsass-Lothringen (= Veröffentlichungen des Kaiserlichen Denkmal-Archivs zu Strassburg i. E. Nr. 3). Trübner, Straßburg 1905.
- Führer durch die Ausstellung der Denkmalpflege im Elsass 1905 veranstaltet im Auftrage des Ministeriums vom Kaiserlichen Denkmal-Archiv vom 24. September bis 5. November 1905 in den Räumen des Alten Schlosses zu Strassburg i. E. M. Dumont-Schauberg, Straßburg 1905.
- Elsässisches Burgen-Lexikon. Verzeichnis der Burgen und Schlösser im Elsass (= Veröffentlichungen des Kaiserlichen Denkmal-Archivs zu Strassburg i. E. Nr. 9). Beust, Straßburg 1908 (Nachdruck Weidlich, Frankfurt 1979, ISBN 3-8035-1008-2)[8].
- Einrichtungen und Tätigkeit der staatlichen Denkmalpflege im Elsaß in den Jahren 1899-1909 (= Veröffentlichungen des Kaiserlichen Denkmal-Archivs zu Strassburg i. E. Nr. 10). Beust, Straßburg 1909.
- Das Denkmalarchiv der Provinz Brandenburg und seine Bestimmung. Brandenburgische Provinzialdruckerei, Strausberg 1913.
- Denkmalliste für den Kreis Westprignitz und Verzeichnis der für die Denkmalpflege gültigen Gesetze und Verwaltungsvorschriften in der Provinz Brandenburg (= Handbuch der Denkmalpflege für die Provinz Brandenburg Band 1, Teil 1). Berlin 1918.
- Architektonische Entwürfe. Hrsg. von Max Osborn. Manias, Berlin 1922[9].